# Роторный двигатель

Роторно-поршневой двигатель Ванкеля

Роторный двигатель — наименование семейства близких по конструкции тепловых двигателей, объединённых ведущим признаком — типом движения главного рабочего элемента. Роторный двигатель внутреннего сгорания (ДВС) — тепловой двигатель, в котором главный подвижный рабочий элемент двигателя — ротор — совершает вращательное движение.
Двигатели должны давать на выходе вращательное движение главного вала. Именно этим роторные ДВС отличаются от наиболее распространенных сегодня поршневых ДВС, в которых главный подвижный рабочий элемент (поршень) совершает возвратно-поступательные движения. В роторных моторах, где главный рабочий элемент и так вращается, не требуется дополнительных механизмов для получения вращательного движения. В поршневых же моторах приходится применять громоздкие и сложные кривошипно-шатунные механизмы для преобразования возвратно-поступательного движения поршня во вращательное движение коленчатого вала.

## История
С древности известны колёса ветряных и водяных мельниц, которые можно отнести к примитивным роторным двигательным механизмам. Самый первый тепловой двигатель в истории — эолипил Герона Александрийского (I век н. э.) также относится к роторным двигателям. В XIX веке, вместе с массовым появлением поршневых паровых машин, начинают создаваться и активно использоваться и роторные паровые двигатели. К ним можно отнести как паровые роторные машины с непрерывно открытыми в атмосферу камерами расширения — это паровые турбины, так и паровые машины с герметично запираемыми камерами расширения: к ним, например, можно отнести «коловратную машину» Н. Н. Тверского, которая успешно эксплуатировалась во многих экземплярах в конце XIX века в России.
С началом массового применения ДВС в первые десятилетия XX века начались и работы по попыткам создать эффективный роторный ДВС. Тем не менее эта задача оказалась большой инженерной трудностью, и лишь в 1930-х годах была создана работоспособная дизельная турбина, которая по классификации относится к роторным ДВС с непрерывно открытой в атмосферу камерой сгорания.
Работоспособный роторный ДВС с герметично запираемой камерой сгорания удалось создать лишь в конце 1950-х годов группе исследователей из немецкой фирмы NSU, где Вальтер Фройде и Феликс Ванкель разработали схему роторно-поршневого двигателя.
В отличие от газовых турбин, которые широко и массово применяются уже более 50 лет, роторный двигатель Ванкеля и Фреде не показал очевидных преимуществ перед поршневыми ДВС, а также имел заметные недостатки, которые и сдерживают массовое применение этих моторов в промышленности. Но потенциально широкий набор возможных конструктивных решений создают широкое поле для инженерных поисков, которые уже привели к появлению таких конструкций, как роторно-лопастной двигатель Вигриянова, трёхтактный и пятитактный роторные двигатели Исаева, 2-тактный роторно-поршневой двигатель и весьма перспективный двигатель LiquidPiston

## Классификация роторных ДВС
Главное деление роторных двигателей происходит по типу работы камеры сгорания — запирается она на время герметично, или имеет постоянную связь с атмосферой. К последнему типу относятся газовые турбины, камеры охлаждения которых отделены от выхлопного сопла (от атмосферы) лишь густым «частоколом» лопастей роторной крыльчатки.
В свою очередь, роторные ДВС с герметично запираемыми камерами сгорания делятся на 7 различных конструкционных компоновок:
1. роторные двигатели с неравномерным разнонаправленным (возвратно-вращательным) движением главного рабочего элемента;
2. роторные двигатели с неравномерным однонаправленным (пульсирующе-вращательным) движением главного рабочего элемента;
3. роторные двигатели с простым и равномерным вращательным движением главного рабочего элемента и с уплотнительными заслонками-лопастями, движущимися в роторе. Частный случай — с заслонками-лопастями, отклоняющимися на шарнирах на роторе;
4. роторные двигатели с простым и равномерным вращательным движением главного рабочего элемента и с уплотнительными заслонками, движущимися в корпусе;
5. роторные двигатели с простым и равномерным вращательным движением главного рабочего элемента и с использованием такого же простого вращательного движения уплотнительных элементов;
6. роторные двигатели с простым вращательным движением главного рабочего элемента, без применения отдельных уплотнительных элементов и спиральной организацией формы рабочих камер;
7. роторные двигатели с планетарным вращательным движением главного рабочего элемента и без применения отдельных уплотнительных элементов.

Роторные двигатели Фройде и Ванкеля, а также и 2-тактный роторно-поршневой двигатель, которые не вполне корректно с технической точки зрения называют «роторно-поршневыми», относятся к 7-й классификационной группе.